# Добкі (Мазовецьке воєводство)
Добкі (пол. Dobki) — село в Польщі, у гміні Ілув Сохачевського повіту Мазовецького воєводства. Населення — 31 особа (2011).
У 1975—1998 роках село належало до Плоцького воєводства.

## Демографія
Демографічна структура станом на 31 березня 2011 року:
|          | Загалом | Допрацездатний вік | Працездатний вік | Постпрацездатний вік |
| -------- | ------- | ------------------ | ---------------- | -------------------- |
| Чоловіки | 15      | 1                  | 10               | 4                    |
| Жінки    | 16      | 3                  | 7                | 6                    |
| Разом    | 31      | 4                  | 17               | 10                   |